# Phoebe Starfield Leboy
Phoebe Starfield Leboy (Brooklyn, Nueva York, 29 de julio de 1936 - Narbeth, Pensilvania, 16 de junio de 2012) fue una bioquímica especialista en la epigenética y la medicina regenerativa, sector en el que se colocó a la vanguardia con su investigación. Sus primeros trabajos trataron sobre modificaciones de ácidos nucleicos, para centrarse más tarde en la regeneración de huesos con células madre adultas. Además de sus trabajos de investigación, una de sus labores más importantes fue el activismo por la defensa de la mujer en la ciencia. En 1970 fundó la asociación "Women for Equal Opportunity" en la Universidad de Pensilvania, hecho motivado por su preocupación ante la falta de oportunidades profesionales para las mujeres en la ciencia. Además, fue una participante activa en la asociación "Association for Women in Science" (AWIS).
Además, fue profesora emérita de bioquímica en la Escuela de Medicina Dental de la Universidad de Pensilvania.

## Biografía
Nacida en Brooklyn, Nueva York, Phoebe obtuvo su licenciatura en zoología con honores en Swarthmore, y su doctorado en bioquímica en 1962, en Bryn Mawr. Era una criatura poco común cuando se unió a la facultad de la Universidad de Pensilvania, en la Escuela de Medicina Dental, en 1966, una de las pocas mujeres entre tantos hombres. Fue promocionada a profesora asociada con tenencia tres años más tarde, y al rango de profesora en 1976. Durante 21 años siguió siendo la única mujer en la Escuela de Medicina Dental. Desempeñó el cargo de presidenta del departamento entre los años 1992 y 1995.
La doctora Leboy tuvo una distinguida carrera en dos áreas de la investigación poco relacionadas entre sí. Por un lado, en la etapa inicial de su carrera, se centró en la modificación de los ácidos nucléidos, presagiando una reciente explosión de trabajo en este nuevo campo de la epigenética. Más adelante, centró su trabajo en las células madre adultas formadoras de hueso, y se convirtió en pionera en el campo de lo que ahora se conoce como "medicina regenerativa".
Sin embargo, su mayor impacto científico le llegó a través de su activisimo por la defensa de las mujeres científicas. Esta defensa por las mujeres comenzó en 1970, con la formación de la asociación "Mujeres para la Igualdad de Oportunidades" en la Universidad de Pensilvania (WEOUP), una organización que fundó y presidió. El motivo de la formación de esta organización fue el fracaso de la Universidad en desarrollar un plan de acción que transformara la situación de las mujeres en cuanto a los cargos docentes. En ese momento, solo el 7% de los puestos docentes estaban ocupados por mujeres. Después de una serie de violaciones sobre mujeres en el campus, organizó una sentada en "College Hall" como protesta. Las negociaciones desembocaron en numerosos avances que hicieron de la Universidad de Pensilvania un modelo a seguir para otras instituciones académicas en cuanto a sus programas para mujeres. Se fundó el "Penn Women's Center", un programa de estudios para las mujeres, con apoyo a víctimas, servicios especiales y una mayor seguridad en el campus. Phoebe fue miembro del Comité del Consejo Universitario sobre la Condición de la Mujer (Comité Cohn), el cual realizó el primer estudio oficial sobre la condición de las mujeres en Pensilvania.
En 1971, fundó la Asociación de Mujeres en la Ciencia (AWIS), tras una serie de reuniones informales por parte de la Federación de Sociedades Americanas de Biología Experimental (FASEB) que tuvieron lugar ese año, donde las mujeres se dieron cuenta de que la discriminación laboral, la baja remuneración y el aislamiento profesional eran problemas muy serios. Desde su fundación, esta asociación ha luchado para mejorar estos problemas y lograr la equidad en los campos STEM. Fue presidenta de esta sociedad en 2008 y 2009, siendo una activa defensora de la misma en el ámbito local.
Durante el año 2000 y 2001, copresidió la asociación "Penn's Task Force on Gender Equality", para llevar a cabo actividades en favor de la equidad de género. En 2001, en respuesta a una iniciativa de la Fundación Ford (fundación caritativa creada para financiar programas que promuevan la democracia, reduzcan la pobreza y promuevan la cooperación internacional y el desarrollo humano), presidentes, cancilleres, representantes y varios destacados académicos de nueve universidades de investigación se reunieron en el MIT para entablar un diálogo sin precedentes sobre las barreras del éxito para las mujeres en la facultad de ciencies e ingeniería. El grupo, ahora conocido como el "MIT9", realizó una declaración en la que acordó analizar los salarios y los recursos universitarios proporcionados a las mujeres de la facultad. Phoebe participó en las reuniones como enlace de Pennsilvania. La profesora del MIT, Nancy Hopkins recuerda a la doctora Leboy como una parte integral del MIT9, y declaró que fue una mujer valiente al hablar y convertir lo que pueden ser temas polémicos en cuestiones de simple sentido común y decencia. Hopkins estaba asombrada con el sentido innato de justicia tan poderoso que tenía Leboy y que le proporcionaba coraje para actuar con riesgo y sin ningún beneficio profesional para sí misma. Desde la fecha, este grupo ha seguido reuniéndose anualmente y ampliando su enfoque para incluir tanto al profesorado femenino como a las minorías subrepresentadas en los campos de STEM.
Una de sus mayores labores de investigación en la defensa de las mujeres, la llevó a cabo recopilando estadísticas sobre la composición de las 24 facultades de medicina existentes en 2006, como buena persona de ciencia. Descubrió que en campos como la biología celular, la bioquímica y la neurociencia, la proporción de profesoras asistentes con respecto al de mujeres con doctorado de las disciplinas se encontraba entre el 10 y el 15 por ciento. Se centró en las siete escuelas más elitistas: Harvard, Johns Hopkins, Pensilvania, Stanford, Washington, Universidad de Washington en San Luis y Yale. Descubrió que estos centros no estaban haciendo muchas cosas por las mujeres, por ejemplo, la contratación de personal femenino con perfil júnior de la universidad. Además, las pocas que estaban contratando no se quedaban. Cinco de los siete departamentos de bioquímica, y cuatro de los sies programas de biología celular, no tenían mujeres jóvenes en sus escuelas, según el estudio de Leboy. En la propia escuela de medicina de Penn, el número de profesoras auxiliares en ciencias básicas había disminuido en una década de 14 a 4 (lo que representaba una pérdida neta en mujeres, puesto que el número de profesoras ocupadas aumentó de 18 a 23).
Phoebe concluyó que las mujeres abandonaban la profesión al comienzo de sus carreras en gran medida debido a un conjunto de obstáculos que hacen que la vida sea poco atractiva: políticas poco amigables para la familia, tiempo de tenencia que coincide con los años de procreación, cultura de reuniones tempranas y tardías que son difíciles de asumir por las madres y padres y, un hecho que ella destaca, el efecto desproporcionado en las mujeres de las crecientes expectativas y criterios de éxito para las personas investigadoras no clínicas en la ciencia biomédica. Concluyó por sus datos que, el investigador masculino promedio, tiene 1,4 becas para proyectos de investigación básica, en comparación con el valor de algo menor que 1,3 para las mujeres. Además, por cada dólar que recibe un investigador principal masculino, las mujeres obtenían 80 centavos. También encontró que las investigadoras ganan el 42% de los premios de "desarrollo profesional" de nivel inferior del NIH ("National Institutes of Health"), el Instituto Nacional de Salud, lo que representa la tasa que una persona esperaría dada la tasa de doctorados obtenidos. Pero en cambio, obtienen el 25% de las subvenciones regulares de investigación y menos del 20% de las subvenciones de innovación de centros y pequeñas empresas. Añade su investigación que, solo el 17% de los centros financiados por el NIH en las escuelas de medicina tienen a mujeres como su investigadora principal.

## Principales contribuciones
Realizó un gran trabajo de investigación en el campo de la modificación de los ácidos nucléidos. Además, con sus investigaciones en las células madre adultas formadoras de hueso, se convirtió en pionera en el campo de lo que ahora se conoce como "medicina regenerativa".
Fue fundadora de la Asociación de Mujeres en la Ciencia (AWIS), en 1971, con el objetivo de crear una asociación que luchara contra la discriminación laboral, la baja remuneración y el aislamiento profesional. Fue presidenta de la misma en 2008 y 2009.
En 2001, desempeñó la labor de enlace de Pensilvania en el "MIT9", grupo compuesto por presidentes, cancilleres, representantes y académicos de nueve de las princpiales instituciones de investigación. Este grupo se reunió en el MIT para iniciar debates novedosos sobre las barreras que enfrentan las mujeres en las facultades de ciencies e ingeniería. Phoebe tuvo un papel importante y decisivo en estos diálogos.
Escribió numerosos artículos, estudios para aumentar el reconocimiento de las mujeres en sociedades científicas disciplinarias. Incluso ejerció de investigadora principal en una subvención "NSF ADVANCE PAID" de la Fundación Nacional de Ciencia, que tenía esos objetivos.

## Premios y reconocimientos
En 2005, la doctora Leboy recibió el Premio Lindbacl a la Enseñanza Distinguida. Al jubilarse de la Universidad de Pensilvania, también en 2005, se centró en la defensa de las mujeres y se convirtió en presidenta de la Asociación de Mujeres en la Ciencia (AWIS) en 2008 y 2009.
En honor al trabajo desempeñado en la asociación AWIS y en general, en la defensa de las mujeres en la ciencia, esta asociación inauguró una beca llamada "Phoebe Starfield Leboy Public Fellowship".
A su muerte, el 16 de junio de 2012, se celebró en la Universidad de Pensilvania un memorial en su honor. Su familia allí presente (su marido Neal Nathanson, su hijastra Kate, sus hijastros John y Daniel, y sus nietas y nietos Leah y Claire Ochroch, Alexander, Sophia, Olivia y Jack Nathanson) decidieron donar las contribuciones y donativos a la asociación AWIS.